# Louis-Sébastien Mercier

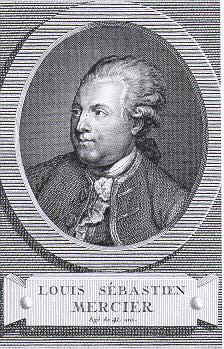
Louis-Sébastien Mercier.

Louis-Sébastien Mercier (* 6. Juni 1740 in Paris; † 25. April 1814 ebenda) war ein französischer Schriftsteller.

## Leben
Mercier verfasste  schon früh aufgeklärte Romane, philosophische Abhandlungen und Dramen wie Jennval (1769), Natalie (1775) oder La Destruction de la ligue (1782).
Sein berühmter Roman L’an deux mille quatre cent quarante. Rêve s’il en fût jamais (1771) markiert die Wende im utopischen Genre von der Ferne in die Zukunft. Er beschreibt die Zeitreise eines Menschen aus dem Paris des Jahres 1769 in das Paris von 2440 und verlegt somit das ideale Gemeinwesen in die Zukunft eines existierenden Raumes. Mit seinem Roman beginnt die Verzeitlichung der Utopie (Reinhart Koselleck). Das zunächst anonym erschienene Werk erlebte zahllose Neuauflagen und gilt als ein Markstein der Entstehung der Science-Fiction-Literatur. Auch für die Entwicklung der Geschichtsphilosophie ist es wichtig.
In seinem Tableau de Paris (1781) stellte er Impressionen aus dem Alltagsleben der Großstadt zusammen. Damit begründete er eine neue Form der Stadtbeschreibung und setzte neue Akzente für die Wahrnehmung städtischen Lebens. Die insgesamt 1049 Kapitel folgen einer im Aufbau und Sprachduktus gleichförmigen Struktur, die auf den ersten Blick an eine Enzyklopädie erinnert.  Bei näherer Betrachtung zeigt sich jedoch, dass der Inhalt der Kapitel den objektivierten Aussagen einer Enzyklopädie widerspricht. Der sachlichen Beschreibung setzte Mercier in seinem Tableau eine von ihm selbst erlebte und erforschte urbane Wirklichkeit entgegen. Um ihre brodelnden und kontrastreichen Fragmente beschreiben zu können, entwickelte er vier Techniken, mit denen er den von ihm erlebten Phänomenen Präsenz und Nachdruck verlieh, seine Leser neugierig machte oder verstörte. Auf diese Weise sollte die Wahrnehmung und das herkömmliche Wissen „von den Schlacken der Irrtümer und der Trübung jahrhundertelanger Unwissenheit befreit und geklärt“ werden.
Im Herbst 1787 weilt Mercier im pfälzischen Frankenthal, um seiner Geliebten Madame Marianne Elisabeth Bertrand nahe zu sein. Von Frankenthal aus besucht er eine Aufführung von Schillers „Räuber“ im Mannheimer Theater, worüber Iffland seiner Schwester Louise berichtet.
Die Französische Revolution erlebte er zunächst als Journalist. Ab 1789 war er Mitherausgeber der Annales politiques, civiles et littéraires.
Im Oktober 1792 wurde Mercier Abgeordneter des Nationalkonvents. Da er den Girondisten nahestand, wurde er Anfang Oktober 1793 verhaftet, entging aber einer Hinrichtung während der Schreckensherrschaft. Mit großer Freude verfolgte er die Hinrichtung Robespierres am 10. Thermidor (28. Juli), wurde jedoch erst im Dezember 1794 aus dem Gefängnis entlassen. 1795 wurde er zum Mitglied der Académie des Inscriptions et Belles-Lettres gewählt.
In seinem Le Nouveau Paris (1799) schilderte Mercier sowohl die politischen Ereignisse wie auch die Alltagserfahrungen aus den Revolutionsjahren.

## Schriften (Auswahl)
- Das Jahr 2440: ein Traum aller Träume. Deutsch von Christian Felix Weiße. Hrsg., mit Erläuterungen und einem Nachwort versehen von Herbert Jaumann, Frankfurt am Main 1982 (Phantastische Bibliothek, Bd. 50).
- L’an deux mille quatre cent quarante. Rêve s’il en fut jamais [1771], Londres [recte: Neuchâtel?] M.DCC.LXXVI. (= 1776).
- L’An 2440. Rêve s’il en fut jamais [1771]. Introduction et notes par Christophe Cave et Christine Marcandier-Colard, Paris 1999 (= La Découverte poche 76).
- Das Jahr 2440 (von Mercier). London (Schwickert in Leipzig); 2. Aufl. 1782. Katalog der seit dem 17.Jahrhunderte bis auf die neueste Zeit unter falscher Firma erschienenen Schriften. E. O. Weller, Leipzig 1849. S. 9 (1ste Auflage 1776)
- Theatre complet de M. Mercier. Tome premier; Tome second; Tome troisieme; Tome quatrieme (1778–1784)
- Tableau de Paris. Tome premier; Tome second [1781/88]. Édition établie sous la direction de Jean-Claude Bonnet, 2 Bde., Paris 1994.
- Portraits des rois de France. Tome premier; Tome second; Tome III; Tome quatrieme (1783)
- Mon bonnet de nuit, 2 Bde., Neuchâtel M.DCC.LXXXIV. (= 1784).
- Pariser Nahaufnahmen. Tableau de Paris. Ausgewählt, übersetzt und mit einem Nachwort versehen von Wolfgang Tschöke, Frankfurt am Main 2000 (= Die andere Bibliothek, Bd. 182).
- Bücher, Literaten und Leser am Vorabend der Revolution, Auszüge aus den „Tableaux de Paris“, ausgewählt und übersetzt von Wulf D. von Lucius. Wallstein Verlag, Göttingen 2012, ISBN 978-3-8353-2293-6.